# Hoplitis flabellifera
Hoplitis flabellifera är en biart som först beskrevs av Morice 1901. Den ingår i släktet gnagbin, och familjen buksamlarbin. Inga underarter finns listade i Catalogue of Life.

## Beskrivning
Hoplitis flabellifera har svart grundfärg med mindre, gulaktiga markeringar på underbenens utskott.  Behåringen är huvudsakligen vit hos honan, som dessutom har vita hårband på tergiternas bakkanter, medan den är gulaktig hos hanen. Honan har dessutom mandibler med tre tänder, hanen bara två. Den genomsnittliga kroppslängden är 12 mm.

## Utbredning
Utbredningsområdet omfattar Turkiet, Armenien, Syrien, Israel, Palestina, Jordanien och Iran.

## Ekologi
Som alla gnagbin är Hoplitis flabellifera solitär, honan svarar själv för bobyggnaden och omsorgen om avkomman. Arten är polylektisk, den flyger till blommande växter från flera olika familjer, som strävbladiga växter (oxtungor och gurkört) samt ärtväxter (vickrar och klintarter), men den föredrar tydligt oxtungor. Pollen hämtas dessutom från andra ärtväxter, det strävbladiga växtsläktet snokörter och korsblommiga växter.